# Santiago Camotlán
Santiago Camotlán är en ort i Mexiko.   Den ligger i kommunen Santiago Camotlán och delstaten Oaxaca, i den sydöstra delen av landet, 400 km sydost om huvudstaden Mexico City. Santiago Camotlán ligger 1 394 meter över havet och antalet invånare är 792.
Terrängen runt Santiago Camotlán är bergig, och sluttar västerut. Runt Santiago Camotlán är det ganska glesbefolkat, med 23 invånare per kvadratkilometer. Närmaste större samhälle är San Ildefonso Villa Alta, 12,4 km söder om Santiago Camotlán. I omgivningarna runt Santiago Camotlán växer i huvudsak städsegrön lövskog.